# Печ (Косово)
 Тази статия е за града в Косово.  За града в Унгария вижте Печ (Унгария).  
Печ (на албански: Pejë или Peja, Пейъ, на сръбски: Пећ или Peć) е град в северозападната част на Косово, в областта Метохия. Към 2003 година населението на града наброява 81 000 жители.

## История
Пъровоначално градът е познат под латинското наименование Pescium или Siparantum. По време на османското владичество се е наричал Ипек (на турски: İpek). По това време градът е център на Печката патриаршия. Иконостасът на църквата „Свето Успение Богородично“ в Печ е дело на дебърския резбар Димитър Станишев.
На 29 януари 1899 г., в Печ е учредена и т.нар. Печка лига – казионна османска албанска политическа организация.

## Личности
Родени в Печ
- Георги Скопянчето (Джордже Ристич) (1875 – 1911), войвода на Сръбската въоръжена пропаганда в Македония
- Йован Шантрич (? – 1915), сръбски просветен деец

Починали в Печ
- Никола Вукмирович (1872 – 1966), деец на ВМРО и НОВМ от черногорски произход

### Побратимени градове
- Тоболск, Русия